# Sinoie
Sinoie – wieś w Rumunii, w okręgu Konstanca, w gminie Mihai Viteazu. W 2011 roku liczyła 1445 mieszkańców.